# Juan Pardo y Barreda
Juan Pardo y Barreda (17 septembre 1862, Lima - 5 janvier 1943, Paris) est un homme politique péruvien.

## Biographie
Il est le fils du président Manuel Pardo y Lavalle.
Il est président de la Chambre des députés de 1907 à 1908, puis de 1917 à 1918.

### Sources
- (es) Cet article est partiellement ou en totalité issu de l’article de Wikipédia en espagnol intitulé « Juan Pardo y Barreda » (voir la liste des auteurs).